# Robert Mylne

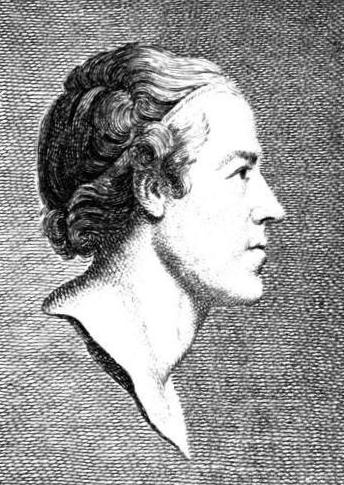
Robert Mylne

Robert Mylne (* 1734 in Edinburgh; † 5. Mai 1811) war ein schottischer Architekt und Bauingenieur.
Sein Großvater war Meistersteinmetz Robert Mylne (1633–1710), der vor allem als königlicher Baumeister des Holyrood Palace in Edinburgh bekannt geworden war. Wie viele andere Schotten reiste auch dessen Enkel aufs europäische Festland und machte eine Grand Tour. Er studierte Architektur in Rom und Paris und schlug 1758 während des Studiums seinen Rivalen Robert Adam in einem Architekturwettbewerb.
Mylne kehrte 1759 nach Großbritannien zurück und gewann unmittelbar danach die Ausschreibung für das Design der Blackfriars Bridge über die Themse in London. Dabei schlug er John Gwynn, der aktiv von Samuel Johnson unterstützt worden war. Die von Mylne entworfenen elliptischen Bögen waren eine architektonische Neuheit und sorgten in Großbritannien und Europa für Aufsehen. Mylne führte einen Briefwechsel mit dem bekannten venezianischen Architekten Giovanni Battista Piranesi.
Im Laufe seines Lebens folgten zahlreiche weitere bekannte Bauwerke wie die Clachan Bridge, die auch als Brücke über den Atlantik bezeichnet wird oder der Addington Palace in Croydon. Mylne wirkte während vieler Jahre als amtlicher Aufseher der St Paul’s Cathedral in London, wo er auch begraben liegt.

## Bauwerke
- Umbau von Kings Weston (1763)
- Cally House, Kirkcudbright (1763)
- St Cecilia's Hall, Cowgate, Edinburgh (1765–die älteste eigens zu diesem Zweck errichtete Konzerthalle Schottlands)
- Assembly Rooms, King Street, St James's, London (1765)
- Verschiedene Arbeiten an der Welbeck Abbey in Northumberland (1760er)
- Wormleybury Manor, Hertfordshire (1767/69)
- Hunterian Medical School, Great Windmill Street, London (ab 1767, heute ein Teil des Lyric Theatre)
- Tusmore House, Oxfordshire (1770)
- Änderungen am Goodnestone House, Kent (1770)
- Erste Glasgow Bridge, Glasgow (1772)
- Addington Palace bei Croydon (1773/79)
- Bryngwyn House, Powys, Wales (1774)
- The Wick, Richmond upon Thames (1775)
- Dorf und Schloss Inverary, Schottland (1780er)
- Middle Bridge, Romsey, Hampshire (1783)
- Gloucester and Sharpness Canal (1790er)
- Clachan Bridge zwischen der Hebrideninsel Seil und dem schottischen Festland (1792)
- Dearne & Dove Canal, South Yorkshire (1793–1804)
- Neue Fassade für die Stationers' Hall, nahe Fleet Street, London (1800)
- Arbeiten bei Great Amwell, Hertfordshire für die New River Company, London (bis 1810)